# أرفيد هانسن
أرفيد هانسن (بالنرويجية البوكمول: Arvid Hanssen)‏ هو كاتب للأطفال وكاتب وشاعر نرويجي، ولد في 28 يوليو 1932 في لينفيك في النرويج، وتوفي في 31 يوليو 1998 في ديروي في النرويج.

## وصلات خارجية
- أرفيد هانسن على موقع ميوزك برينز (الإنجليزية)